# Sommer-Paralympics 2008/Teilnehmer (Estland)
| stlisierte Goldmedaille | stlisierte Silbermedaille | stlisierte Bronzemedaille |
| ----------------------- | ------------------------- | ------------------------- |
| —                       | —                         | 1                         |

Estland nahm mit drei Sportlern an den Sommer-Paralympics 2008 im chinesischen Peking teil.
Fahnenträger bei der Eröffnungsfeier war Kristo Ringas, erfolgreichster Athlet der estnischen Mannschaft der Schwimmer Kardo Ploomipuu mit einem dritten Platz über 100 Meter Rücken in der Klasse S10.

## Teilnehmer nach Sportarten

### Schießen
Männer
- Helmut Mand

### Schwimmen
Männer
- Kardo Ploomipuu, 1×  (100 Meter Rücken, Klasse S10)
- Kristo Ringas